# Konwencja londyńska (1841)
Konwencja londyńska – zawarta 13 lipca 1841 roku konwencja podpisana przez przedstawicieli Wielkiej Brytanii, Prus, Rosji, Austrii, Francji i Turcji dotycząca cieśnin czarnomorskich. Zakończyła ona tzw. drugi kryzys wschodni i zniosła uprzywilejowaną pozycję Rosji wynikającą z postanowień traktatu z Unkiar-Iskielessi. Mimo to uznaje się podpisanie tej konwencji za krok w stronę normalizacji stosunków między mocarstwami europejskimi, w szczególności zaś między Wielką Brytanią a Rosją.
Konwencja głosiła, że zgromadzone na konferencji w Londynie mocarstwa jednomyślnie, drogą formalnego aktu uznają zgodnie ze starym prawem państwa osmańskiego, przejazd obcych statków wojennych przez cieśniny Bosforu i Dardaneli za wzbroniony, dopóki Wysoka Porta znajduje się w stanie pokoju.
Współcześnie zasady przepływania okrętów wojennych przez ww. cieśniny określa konwencja z Montreux.